# سيلاس آدامز
سيلاس آدامز (بالإنجليزية: Silas Adams)‏ هو محامي وسياسي أمريكي، ولد في 9 فبراير 1839 في الولايات المتحدة، وتوفي في 5 مايو 1896. حزبياً، نشط في الحزب الجمهوري. انتخب عضو مجلس النواب الأمريكي.